# Florian Müller
Florian Müller (pronunciación en alemán: /ˈfloːʁi̯aːn ˈmʏlɐ/; Saarlouis, Sarre, Alemania, 13 de noviembre de 1997) es un futbolista alemán. Juega de portero y su equipo es el S. C. Friburgo de la 1. Bundesliga alemana.

## Trayectoria
Entró a las inferiores del Mainz 05 en 2013 proveniente del 1. FC Saarbrücken. Firmó su primer contrato profesional con el club el 1 de julio de 2016 para formar parte del segundo equipo en la 3. Liga. Fue incluido en el primer equipo para la temporada 2016-17.
El 15 de septiembre de 2020 fue cedido una temporada al S. C. Friburgo. Tras la misma, fue traspasado al VfB Stuttgart. Estuvo un par de campañas en este equipo y en junio de 2023 regresó al S. C. Friburgo.

## Selección nacional
Representó a Alemania en categorías inferiores.

## Estadísticas
Actualizado al último partido disputado el 4 de mayo de 2025.
| Club                             | Div.          | Temporada     | Liga  | Liga  | Copas nacionales | Copas nacionales | Copas internacionales | Copas internacionales | Total | Total |
| Club                             | Div.          | Temporada     | Part. | Goles | Part.            | Goles            | Part.                 | Goles                 | Part. | Goles |
| -------------------------------- | ------------- | ------------- | ----- | ----- | ---------------- | ---------------- | --------------------- | --------------------- | ----- | ----- |
| 1. FSV Maguncia 05 II · Alemania | 3.ª           | 2015-16       | 2     | 0     | —                | —                | —                     | —                     | 2     | 0     |
| 1. FSV Maguncia 05 II · Alemania | 3.ª           | 2016-17       | 18    | 0     | —                | —                | —                     | —                     | 18    | 0     |
| 1. FSV Maguncia 05 II · Alemania | 4.ª           | 2017-18       | 8     | 0     | —                | —                | —                     | —                     | 8     | 0     |
| 1. FSV Maguncia 05 · Alemania    | 1.ª           | 2017-18       | 5     | 0     | 0                | 0                | —                     | —                     | 5     | 0     |
| 1. FSV Maguncia 05 · Alemania    | 1.ª           | 2018-19       | 24    | 0     | 1                | 0                | —                     | —                     | 25    | 0     |
| 1. FSV Maguncia 05 · Alemania    | 1.ª           | 2019-20       | 13    | 0     | 1                | 0                | —                     | —                     | 14    | 0     |
| 1. FSV Maguncia 05 · Alemania    | Total club    | Total club    | 42    | 0     | 2                | 0                | 0                     | 0                     | 44    | 0     |
| 1. FSV Maguncia 05 II · Alemania | 4.ª           | 2019-20       | 1     | 0     | —                | —                | —                     | —                     | 1     | 0     |
| 1. FSV Maguncia 05 II · Alemania | Total club    | Total club    | 29    | 0     | 0                | 0                | 0                     | 0                     | 29    | 0     |
| S. C. Friburgo · Alemania        | 1.ª           | 2020-21       | 31    | 0     | 0                | 0                | —                     | —                     | 31    | 0     |
| VfB Stuttgart · Alemania         | 1.ª           | 2021-22       | 30    | 0     | 0                | 0                | —                     | —                     | 30    | 0     |
| VfB Stuttgart · Alemania         | 1.ª           | 2022-23       | 21    | 0     | 1                | 0                | —                     | —                     | 22    | 0     |
| VfB Stuttgart · Alemania         | Total club    | Total club    | 51    | 0     | 1                | 0                | 0                     | 0                     | 52    | 0     |
| S. C. Friburgo · Alemania        | 1.ª           | 2023-24       | 0     | 0     | 1                | 0                | 0                     | 0                     | 1     | 0     |
| S. C. Friburgo · Alemania        | 1.ª           | 2024-25       | 9     | 0     | 3                | 0                | —                     | —                     | 12    | 0     |
| S. C. Friburgo · Alemania        | Total club    | Total club    | 40    | 0     | 4                | 0                | 0                     | 0                     | 44    | 0     |
| Total carrera                    | Total carrera | Total carrera | 162   | 0     | 7                | 0                | 0                     | 0                     | 169   | 0     |
| 1. 2.                            |               |               |       |       |                  |                  |                       |                       |       |       |